# كوري ألدريدغ
كوري ألدريدغ (بالإنجليزية: Cory Aldridge)‏ هو لاعب كرة قاعدة أمريكي، ولد في 13 يونيو 1979 في سان أنجيلو في الولايات المتحدة.

## وصلات خارجية
- كوري ألدريدغ على موقع دوري كرة القاعدة الرئيسي (الإنجليزية)
- كوري ألدريدغ على موقع دوري كوريا الجنوبية لكرة القاعدة (الإنجليزية)
- كوري ألدريدغ على موقعبيزبول رفرنس.كوم (الدوري الرئيسي) (الإنجليزية)
- كوري ألدريدغ على موقعبيزبول رفرنس.كوم (الدوري الثانوي) (الإنجليزية)
- كوري ألدريدغ على موقع إي إس بي إن.كوم (أم.أل.بي) (الإنجليزية)
- كوري ألدريدغ على موقع مشجعي الرسوم البيانية (الإنجليزية)